# Horatio Nelson
(Segnale innalzato da Horatio Nelson sulla sua nave ammiraglia HMS Victory prima della battaglia di Trafalgar)
Lord Horatio Nelson, I visconte Nelson e I duca di Bronte (anche noto in italiano come Orazio Nelson; Burnham Thorpe, 29 settembre 1758 – Capo Trafalgar, 21 ottobre 1805), è stato un ammiraglio britannico.
Attivo durante le guerre rivoluzionarie francesi e le guerre napoleoniche, grazie alle sue vittorie nelle tre grandi battaglie navali in cui era comandante in capo − sul Nilo nel 1798, a Copenaghen nel 1801 e a Trafalgar nel 1805, battaglia nella quale trovò la morte −, è ancora oggi ricordato come uno dei più amati e celebrati eroi nazionali d'Inghilterra, nonché uno dei più grandi ammiragli della storia. Ma non mancano nella sua vita episodi controversi, come la parte avuta negli orrori seguiti alla fine della Repubblica Napoletana nel 1799.
Il suo ruolo di Eroe Nazionale dell'Impero britannico, vittorioso in importanti battaglie, ha attirato su di sé l'attenzione di numerosi biografi, la maggior parte dei quali si è limitata a riproporre la consolidata biografia ufficiale, edita pochi anni dopo la morte con la collaborazione interessata del fratello di Nelson e di numerosi esponenti governativi. Recentemente alcune opere (specialmente il libro di Terry Coleman) hanno dedicato maggior attenzione a documenti ancora disponibili dai quali è possibile risalire ad un Nelson meno "agiografico".

## Biografia

### Infanzia
Nelson nacque il 29 settembre 1758, in una canonica di Burnham Thorpe, Norfolk, Inghilterra, sesto di undici figli del reverendo Edmund Nelson e di sua moglie, Catherine Suckling. Fu chiamato “Horatio” in onore del suo padrino Horatio Walpole, I conte di Orford (terza creazione), (1723-1809), primo cugino della sua bisnonna materna Anne Turner (1691-1768). Horatio Walpole era nipote di Robert Walpole, I conte di Orford (seconda creazione), primo ministro de facto della Gran Bretagna. Nelson mantenne una forte fede cristiana per tutta la vita.
Lo zio di Nelson, Maurice Suckling, era un ufficiale navale di alto rango e si ritiene che abbia avuto un grande impatto sulla vita di Nelson. Catherine Suckling viveva nel villaggio di Barsham, Suffolk, e sposò il reverendo Edmund Nelson nella chiesa di Beccles, Suffolk, nel 1749.
Nelson frequentò la Paston Grammar School, a North Walsham, fino all'età di 12 anni, e frequentò anche la King Edward VI's Grammar School a Norwich.

### Gli inizi
Horatio Nelson entrò in marina, nonostante soffrisse di mal di mare, all'età di dodici anni e mezzo (marzo 1771), grazie allo zio materno, il capitano Maurice Suckling, che allora comandava la HMS Raisonnable, un vascello di linea da 64 cannoni catturato dai francesi nel 1758. Il suo primo viaggio in mare lo portò a visitare le Indie Occidentali, ed al rientro prese ad esercitarsi, affascinato dal mare, a pilotare piccoli velieri nell'estuario del Tamigi.

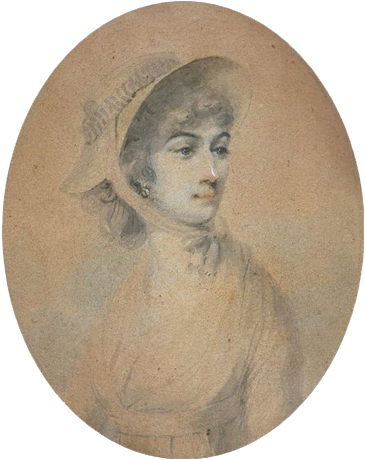
Lady Nelson, miniatura di Daniel Orme, 1798, acquerello su carta

Fu promosso tenente di vascello nell'aprile del 1777, dopo aver preso parte ad una spedizione nell'Artico agli ordini del comandante Phipps e dopo aver fatto esperienza nel mare delle Indie.
Avendo portato a termine diverse operazioni ancora nelle Indie Occidentali, nel 1778, all'età di vent'anni, fu promosso capitano di vascello (post captain). Nel 1780 partecipò ad una spedizione in Nicaragua dalla quale dovette anticipatamente rientrare a causa di gravi problemi di salute.
Ripresosi dalla malattia, nel 1781 fu pronto per una nuova spedizione in Canada: gli venne affidato il comando della fregata HMS Albemarle, che faceva parte della squadra dell'ammiraglio Hood.
Nel 1783 rientrò in patria dopo la guerra contro le colonie americane che si risolse con l'indipendenza delle stesse; l'anno seguente operò ancora una volta nelle Indie Occidentali dove conobbe e sposò nel 1787 Frances Nisbet, già vedova e madre di Josiah, che dieci anni dopo gli avrebbe salvato la vita a Santa Cruz de Tenerife.

### Il primo comando

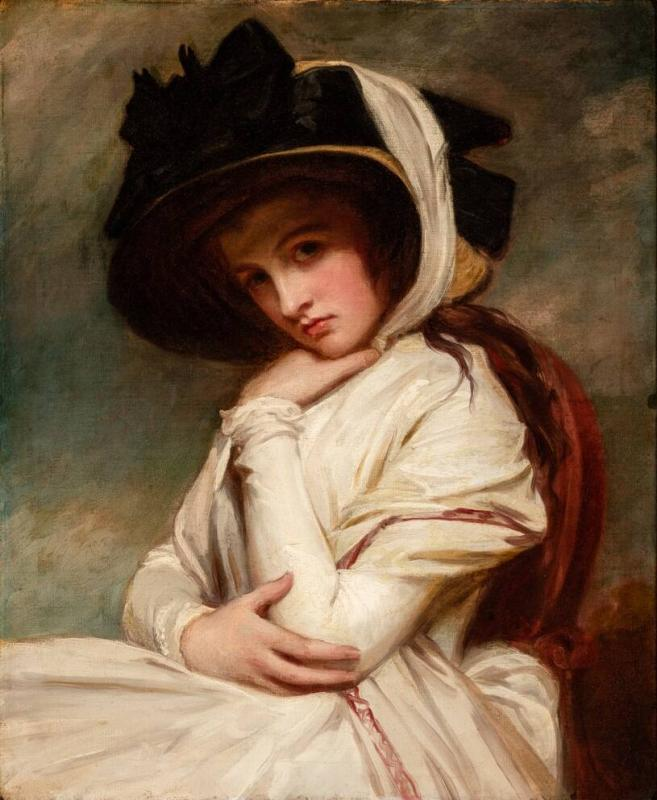
Lady Hamilton, ritratto di George Romney, 1782-84, olio su tela

Nel 1793 gli fu affidato il comando del vascello HMS Agamemnon durante la guerra contro la Francia rivoluzionaria. Di nuovo agli ordini dell'ammiraglio Hood, fu inviato nel Mediterraneo, dove partecipò all'assedio di Tolone. L'esito positivo di tale operazione contribuì ad accrescere la già elevata popolarità di cui Horatio Nelson godeva in patria. 
Nel corso di una missione a Napoli, nel settembre del 1793, conobbe Emma Lyon, moglie dell'ambasciatore britannico presso la corte borbonica Sir William Hamilton, con la quale strinse successivamente a Palermo una intensa relazione sentimentale.
Fu poi impegnato nelle operazioni militari che puntavano alla conquista della Corsica: nel luglio del 1794, durante un attacco a Calvi, perse l'occhio destro. Nel 1795, al comando dell'Agamemnon, si distinse nella battaglia di Genova, attaccando coraggiosamente la nave francese di classe superiore Ça Ira, catturandola assieme alla Censeur e impedendo uno sbarco di truppe francesi in Corsica.
Nel 1796 fu nominato commodoro e poi gli fu affidato il comando della HMS Captain, un vascello di linea di terza classe (74 cannoni).
L'anno seguente si distinse nel corso della battaglia di Capo San Vincenzo (14 febbraio 1797), durante la quale una manovra, divenuta poi famosa, che contravveniva apertamente alle Istruzioni per il combattimento della marina inglese permise all'ammiraglio John Jervis (nominato poi conte di St. Vincent) di portare in patria due grandi navi catturate, a prova della sua vittoria sulla flotta spagnola.

### L'esperienza, la fama, le vicende
Promosso contrammiraglio della "squadra blu” e nominato Cavaliere dell'Ordine del Bagno, nel luglio del 1797 partecipò al temerario ma inutile attacco sferrato contro la città di Santa Cruz de Tenerife, nelle isole Canarie, durante il quale fu gravemente ferito al braccio destro che, divenuto incurabile, gli venne amputato.

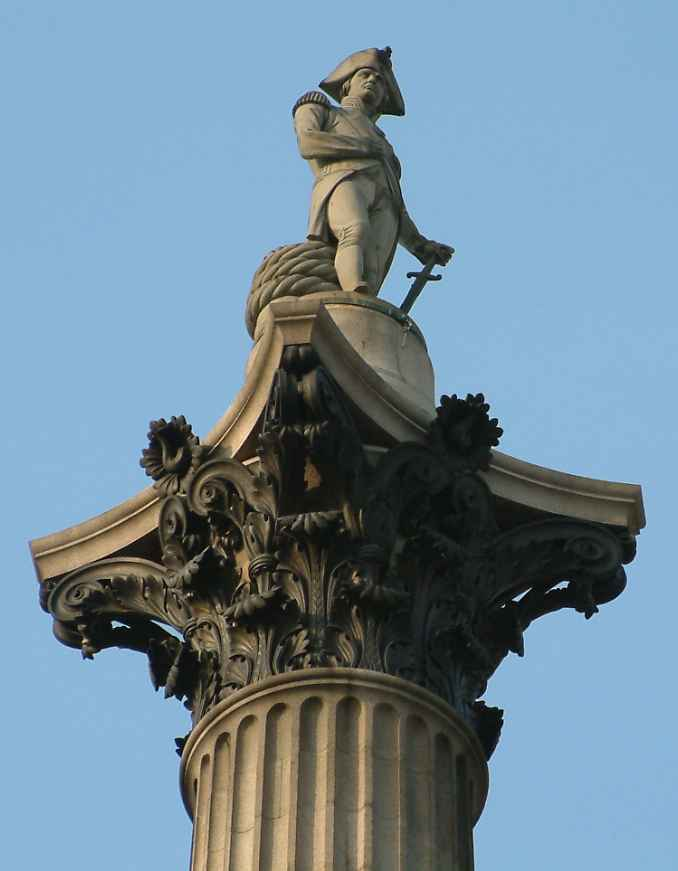
La colonna dedicata ad Horatio Nelson a Trafalgar Square

Nell'aprile del 1798 riprese servizio dopo un lungo periodo di convalescenza. Gli fu assegnata nel Mediterraneo una divisione incaricata di sorvegliare i movimenti della flotta francese con base a Tolone. Essendosi lasciato sfuggire la flotta comandata dall'ammiraglio Brueys, diretta in Egitto con la spedizione di Napoleone Bonaparte, iniziò una lunga caccia che lo portò ad inseguire l'armata navale nemica per quasi due mesi, alla fine dei quali, il 1º agosto 1798, sorprese il nemico ancorato nella baia di Abukir e lo annientò (battaglia del Nilo), bloccando in tal modo le truppe di Napoleone sul suolo egiziano.
Successivamente fu inviato a Napoli con una flotta congiunta britannico-portoghese, divisa in due flotte comandate dallo stesso Nelson e dall'ammiraglio portoghese Domingos Xavier de Lima noto come il Marchese di Nisa, per colpire gli insorti giacobini e mettere in salvo la corte borbonica, ma al suo arrivo sul teatro di guerra la Repubblica Napoletana, sconfitta su tutti i fronti dal cardinale Fabrizio Ruffo e abbandonata dalle truppe francesi, aveva già capitolato. Tuttavia Nelson non volle rispettare i patti della resa che gli vennero trasmessi dal cardinale Ruffo, consegnando così i capi giacobini ed i fautori della rivolta alla vendetta di Ferdinando IV, tra cui l'ammiraglio Francesco Caracciolo, ritenuto colpevole di alto tradimento e condannato all'impiccagione. Durante la parentesi napoletana Nelson strinse un legame più intenso con Lady Hamilton.
Nominato da re Ferdinando duca di Bronte, tornò in Inghilterra con Emma Hamilton agli inizi del 1800 dopo alcune divergenze con l'Ammiragliato; poco tempo dopo si separò dalla moglie Frances Nisbet per vivere con l'amante (e con suo marito Lord Hamilton), dalla quale lo stesso anno ebbe una figlia, Horatia. Proprio Lady Hamilton venne nominata come unica depositaria del testamento dell'ammiraglio.
Le turbolente vicende legate alla sua vita privata non ridussero la stima che l'Ammiragliato e gli alti vertici della marina militare britannica riponevano nei confronti di Nelson: nel 1801, difatti, fu promosso dall'Ammiragliato viceammiraglio e comandante in seconda della flotta con la quale il comandante Hyde Parker doveva reprimere le forze della Lega dei neutri.
L'operazione comandata da Parker e Nelson aveva il compito di sconfiggere le flotte di Danimarca e Svezia; entrambi i paesi, infatti, appoggiavano economicamente la Francia napoleonica e per questo dovevano essere rapidamente fermate. Il 2 aprile del 1801 Nelson e Parker riportarono una brillante vittoria nella battaglia di Copenaghen che cancellò in modo definitivo la minaccia navale scandinava.

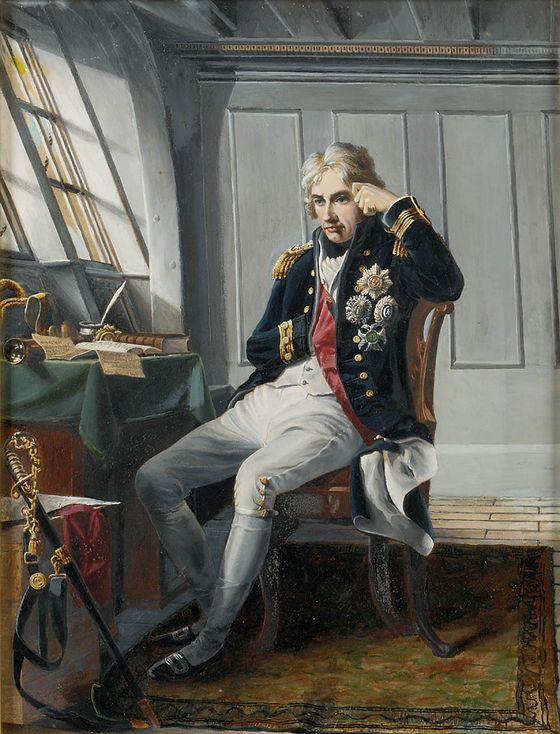
Nelson prima della battaglia di Trafalgar in un dipinto del 1854 di George Lucy Good

### L'avvicinamento a Trafalgar
Dopo un periodo di congedo a seguito della pace di Amiens, Nelson fu nominato comandante in capo della flotta operante nel Mar Mediterraneo, la prestigiosa Mediterranean Fleet. 
Con queste forze riuscì a bloccare a Tolone la flotta francese che si preparava all'invasione dell'Inghilterra; Nelson assediò la città per due anni, attendendo le mosse della marina avversaria dall'isola de La Maddalena fino al marzo 1805, quando l'ammiraglio Pierre Charles Silvestre de Villeneuve riuscì ad eludere la sorveglianza ed a dirigersi verso le Indie Occidentali. 
La manovra avrebbe dovuto far credere ad un attacco francese ai possedimenti inglesi nell'America Centrale mentre Napoleone sarebbe potuto sbarcare in Inghilterra, piano che in effetti riuscì. Ma l'ammiraglio Villeneuve, sfuggito all'inseguimento inglese, anziché dirigersi nel canale della Manica per "coprire" lo sbarco francese in territorio inglese, fu sconfitto in una battaglia ad El Trafalgar e riparò a Cadice.

### L'ultima battaglia e la morte
Il 21 ottobre 1805 l'ammiraglio Villeneuve, ricongiuntosi con le forze navali spagnole del Gravina, si portò al largo di Capo Trafalgar, dove la flotta britannica era pronta alla battaglia; benché le forze navali inglesi fossero numericamente inferiori a quelle franco-spagnole (trentatré navi franco-spagnole contro le ventisette inglesi), Nelson inflisse una decisiva sconfitta alla flotta nemica (battaglia di Trafalgar). Questo evento bellico permise all'Inghilterra di rafforzare la propria supremazia navale su quella francese.
Il giorno in cui si svolse la battaglia navale di Trafalgar, Horatio Nelson fece innalzare sull'albero maestro della sua nave ammiraglia, la Victory, il segnale d'incitamento rivolto a tutta la sua flotta: England expects that every man will do his duty ("L'Inghilterra si aspetta che ogni uomo compia il proprio dovere").

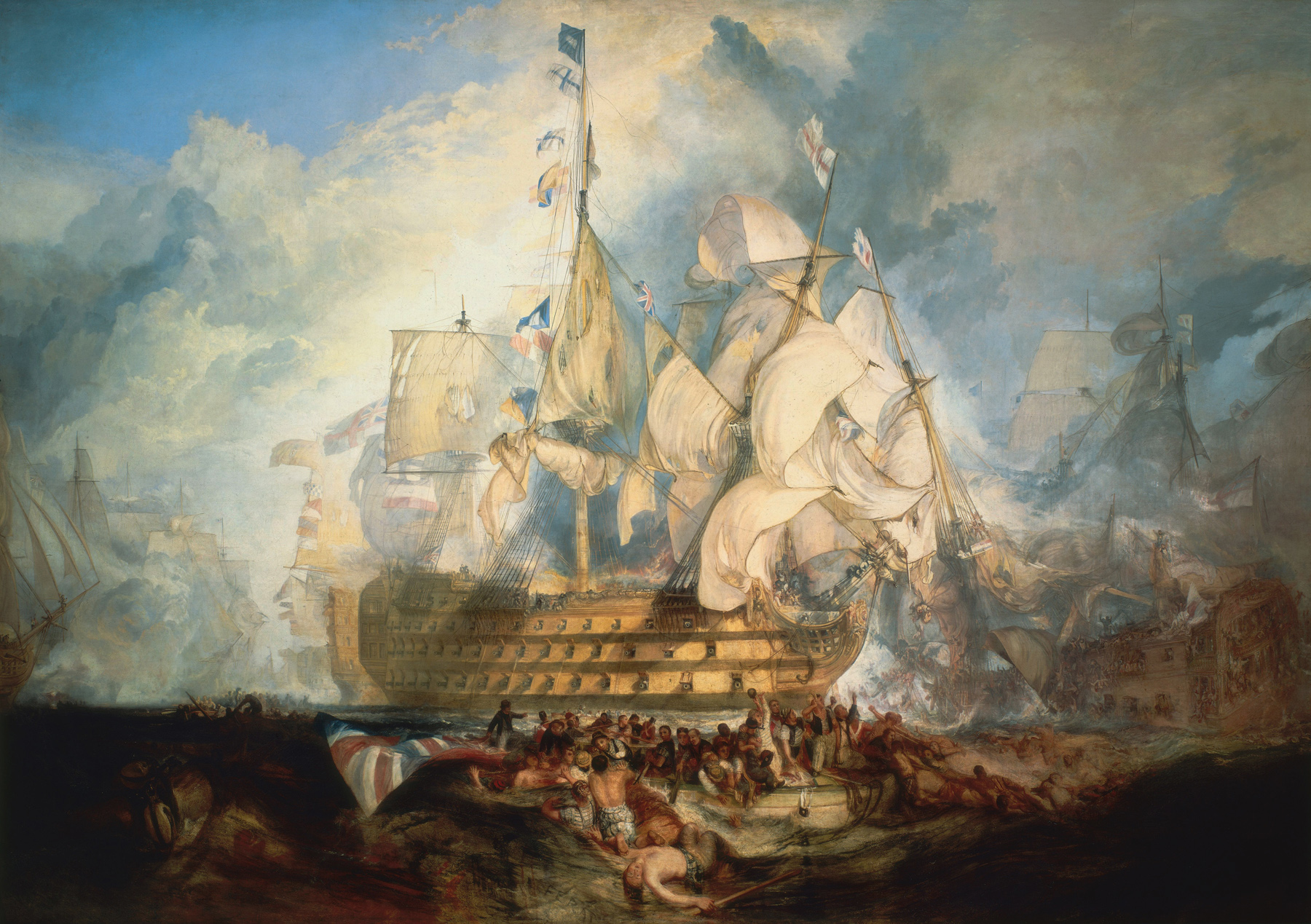
Il famoso dipinto di William Turner in cui l'artista rappresenta la Victory, dove sulla sommità dell'albero maestro era issato il famoso messaggio: England expects that every man will do his duty

Tuttavia Nelson non poté godere degli allori della vittoria poiché, all'una e un quarto del pomeriggio, fu colpito a morte da un tiratore francese che sparò, da una distanza di 15 metri, dall'albero maestro della nave Redoutable. Thomas Hardy, comandante della Victory che stava passeggiando sul ponte insieme a Nelson durante la battaglia, si accorse che l'ammiraglio non era al suo fianco. Si voltò e vide che era inginocchiato sul ponte, mentre si sosteneva con la mano, prima di cadere su un fianco.
La palla che lo aveva colpito era entrata nella spalla sinistra, aveva attraversato un polmone, poi la colonna vertebrale all'altezza della sesta e della settima vertebra toracica e si era conficcata nei muscoli della schiena, 51 mm sotto la scapola destra. Il guardiamarina John Pollard, forse insieme al collega Francis Edward Collingwood, avrebbe abbattuto il tiratore francese responsabile della morte di Nelson.
Nelson fu portato sotto la cabina di pilotaggio dal sergente maggiore dei marines Robert Adair e da due marinai. Mentre veniva condotto giù, chiese loro di fermarsi in modo da poter dare consigli a un guardiamarina sulla gestione della barra. Poi si coprì il viso con un fazzoletto per non allarmare l'equipaggio. Fu portato dal chirurgo di bordo William Beatty. Nelson fu messo a proprio agio, ventilato e gli venne portata della limonata e del vino da bere, dopo che si era lamentato di sentire caldo e sete. Chiese più volte di vedere Hardy, che era sul ponte a supervisionare la battaglia, e chiese a Beatty di ricordarlo a Emma, sua figlia, e ai suoi amici.
Hardy scese sottocoperta per vedere Nelson, poco dopo le due e mezza, e lo informò che un certo numero di navi nemiche si erano arrese. Nelson gli disse che sarebbe morto sicuramente e lo pregò di passare i suoi beni a Emma. Con Nelson, a questo punto, c'erano il cappellano Alexander Scott, il commissario di bordo Walter Burke, l'intendente di Nelson, Chevalier, e Beatty. Nelson, temendo l'arrivo di una burrasca, diede istruzioni a Hardy di dare fondo all'ancora. Dopo avergli ricordato di "prendersi cura della povera Lady Hamilton", Nelson disse: "Baciami, Hardy". Beatty registrò che Hardy si inginocchiò e baciò Nelson sulla guancia. Poi rimase in piedi per un minuto o due, prima di baciare Nelson sulla fronte. L'ammiraglio chiese chi fosse e, sentendo che era Hardy, rispose: "Dio ti benedica, Hardy".

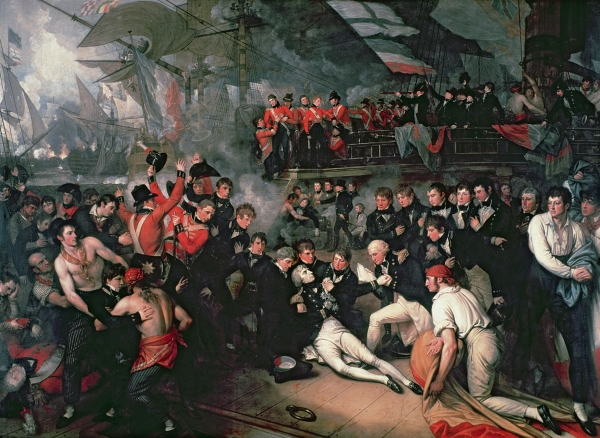
Lord Nelson ferito a morte e sorretto dal cappellano Alexander Scott insieme con i medici Neil Smith e William Beatty durante la battaglia di Trafalgar; dipinto di Benjamin West

Ormai molto debole, Nelson continuò a mormorare istruzioni a Burke e Scott: "Ventaglio, ventaglio [...] strofinare, strofinare [...] bere, bere". Beatty aveva sentito Nelson mormorare "Grazie a Dio ho fatto il mio dovere" e quando tornò, la voce di Nelson si era affievolita e il polso era molto debole. Nelson guardò in alto, mentre Beatty gli prendeva il polso, poi chiuse gli occhi. Scott, che rimase accanto a Nelson mentre moriva, registrò le sue ultime parole: "Dio e il mio paese". Nelson morì alle quattro e mezza del pomeriggio, tre ore dopo essere stato colpito. Aveva 47 anni.

### Ritorno in patria
Il cadavere dell'ammiraglio, come confermano i documenti degli archivi britannici, venne conservato in una botte di rum (in quanto a base di alcol) fino al rientro in Inghilterra, dove ricevette i funerali di Stato.
Il suo corpo venne solennemente tumulato nella cattedrale di San Paolo a Londra, all'interno di una bara ricavata da un pezzo di legno, ripescato in mare, dell'albero maestro de L'Orient. Quest'ultima era l'ammiraglia francese nella battaglia del Nilo. Prese fuoco e affondò in seguito all'esplosione dei due depositi di polveri situati uno a poppa e l'altro a prua. Alla vigilia della partenza per la campagna d'oriente, Napoleone aveva appropriatamente fatto cambiare il nome della nave da Sans Culotte a L'Orient, risvegliando la superstizione dei marinai, per i quali cambiare nome ad una nave porta disgrazia. C'è da aggiungere che si trattava del secondo cambio di nome, essendo la nave stata varata col nome di Le Dauphin Royal.

## Nella cultura di massa

### Film
- La relazione tra Horatio Nelson e Lady Hamilton è narrata, in forma romanzesca, nel film Il grande ammiraglio (That Hamilton Woman) (1941), di Alexander Korda.

### Miniserie TV
- La RAI e l'ITC hanno prodotto la miniserie Nelson del 1982 diretta da Simon Langton.

### Romanzi
- Nella saga di Aubrey e Maturin di Patrick O'Brian il protagonista, capitano Jack Aubrey, ha servito sotto Nelson nella battaglia del Nilo.

### Bevande
- Quando il corpo dell'ammiraglio Nelson venne posto nella botte di rum per poter essere conservato e trasportato in Inghilterra, all'arrivo in patria si scoprì che nel contenitore non vi era più traccia d'alcol. I marinai avevano praticato un foro sul fondo della botte e bevuto tutto il rum, ignari o incuranti del fatto che all'interno giaceva il corpo dell'Ammiraglio. Ancora oggi, memori di questo episodio, viene prodotto il Nelson's Blood, rum dall'inconfondibile colore rosso. Tale leggenda è tuttavia ritenuta non vera, in quanto la botte era costantemente vigilata da militari armati durante tutto il viaggio di ritorno.

### Videogiochi
- Nel videogioco italiano Anacapri: The Dream è presente il personaggio del fantasma dell'ammiraglio Nelson.